# Ґрінвальдт Борис
Ґрінвальдт Борис (20 червня 1895 — 26 квітня 1972) — український поет, актор, режисер.

## З біографії
Народ. 20 червня 1895 р. в Києві у родині барона Кройслінґа фон Ґрінвальдта - нащадка шведського лицарського роду. Навчався на медичному факультеті Київського університету. У роки Першої світової війни був на фронті. У 1918 р. закінчив музичнодраматичний інститут ім. Лисенка і виступав у театрі. Воював у лавах Армії УНР, емігрував до Польщі. Працював режисером у театрі «Запорожці», з 1945 р. — в театрі ім. Котляревського (Ашафенбург).
У 1950 р. емігрував до США, оселився спочатку в Філадельфії, згодом у Міннеаполісі. Помер 26 квітня 1972 р. в Лос-Анджелесі.

## Творчість
Автор поеми «Другові», збірки «Поезії» (1964).